# Лу Вей (стрибунка у воду)
Лу Вей (10 грудня 2005) — китайська спортсменка.
Чемпіонка світу з водних видів спорту 2019 року в синхронних стрибках з 10-метрової вишки.